# Marfaux
Marfaux est une commune française, située dans le département de la Marne en région Grand Est.

## Géographie

### Localisation
Marfaux se trouve au nord-ouest du département de la Marne, en région Grand Est. La commune appartient à la région agricole du Tardenois.
La commune de Marfaux s'étend sur une superficie de 675 hectares, au sein de la Montagne de Reims et de son parc naturel régional. Marfaux se trouve dans la vallée de l'Ardre, rivière qui passe au sud du village. Sur son territoire, l'altitude varie de 127 à 266 mètres. Le point culminant de la commune se trouve au nord-est de Marfaux, à la limite avec Écueil.
Par la route, Marfaux se situe à 57 km de Châlons-en-Champagne, préfecture du département, à 21 km de Reims, sous-préfecture, et à 27 km de Dormans, bureau centralisateur du canton de Dormans-Paysages de Champagne dont dépend Marfaux depuis 2015. La commune fait en outre partie du bassin de vie de Reims.
Marfaux est limitrophe de 5 communes :
|          | Courmas | Sacy, Écueil |
| Chaumuzy | Marfaux |              |
|          |         | Pourcy       |

### Hydrographie

#### Réseau hydrographique
La commune est dans la région hydrographique « la Seine du confluent de l'Oise (inclus) à l'embouchure » au sein du bassin Seine-Normandie. Elle est drainée par l'Ardre, le cours d'eau 02 de la commune de Pourcy et le ruisseau des Clos de Cuitron,.
L'Ardre, d'une longueur de 39 km, prend sa source dans la commune de Saint-Imoges et se jette dans la Vesle à Fismes, après avoir traversé 18 communes.

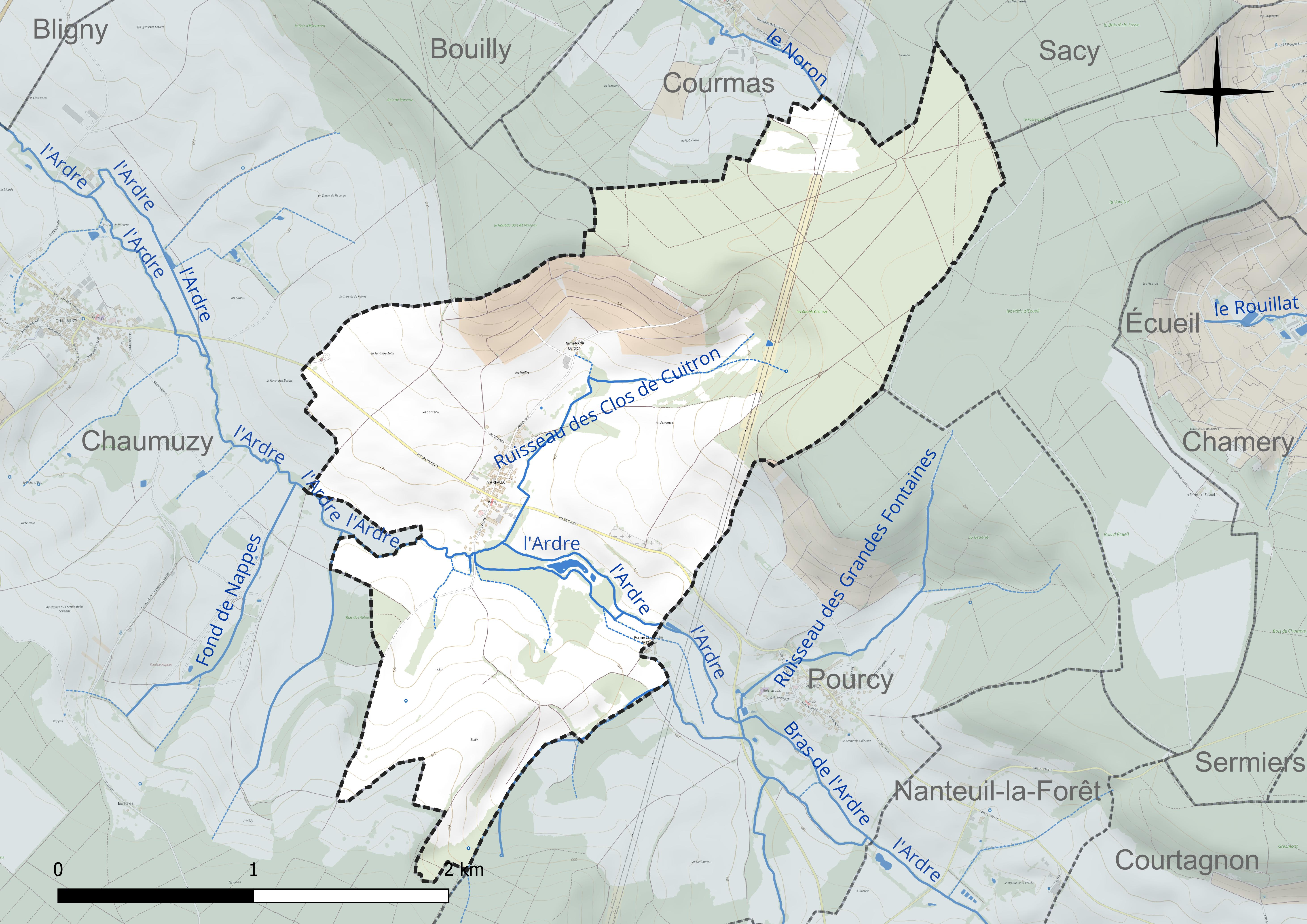
Réseau hydrographique de Marfaux.

#### Gestion et qualité des eaux
Le territoire communal est couvert par le schéma d'aménagement et de gestion des eaux (SAGE) « Aisne Vesle Suippe ». Ce document de planification, dont le territoire s’étend sur 3 096 km2 répartis sur trois départements (Aisne, Marne et Ardennes) et deux régions (Champagne-Ardenne et Picardie), a été approuvé le 16 décembre 2013. La structure porteuse de l'élaboration et de la mise en œuvre est le Syndicat d’aménagement des bassins Aisne Vesle Suippe (SIABAVES). 
La qualité des cours d’eau peut être consultée sur un site dédié géré par les agences de l’eau et l’Agence française pour la biodiversité. 

### Climat
Pour des articles plus généraux, voir Climat du Grand Est et Climat de la Marne.
En 2010, le climat de la commune est de type climat océanique dégradé des plaines du Centre et du Nord, selon une étude du Centre national de la recherche scientifique s'appuyant sur une série de données couvrant la période 1971-2000. En 2020, Météo-France publie une typologie des climats de la France métropolitaine dans laquelle la commune est exposée à un climat océanique altéré et est dans la région climatique  Nord-est du bassin Parisien, caractérisée par un ensoleillement médiocre, une pluviométrie moyenne régulièrement répartie au cours de l’année et un hiver froid (3 °C). 
Pour la période 1971-2000, la température annuelle moyenne est de 10,5 °C, avec une amplitude thermique annuelle de 16 °C. Le cumul annuel moyen de précipitations est de 714 mm, avec 11,2 jours de précipitations en janvier et 8,3 jours en juillet. Pour la période 1991-2020, la température moyenne annuelle observée sur la station météorologique de Météo-France la plus proche, « Chambrecy-Civc », sur la commune de Chambrecy à 5 km à vol d'oiseau, est de 10,7 °C et le cumul annuel moyen de précipitations est de 734,0 mm. 
La température maximale relevée sur cette station est de 40,3 °C, atteinte le 25 juillet 2019 ; la température minimale est de −22,1 °C, atteinte le 17 janvier 1985,,. 
Les paramètres climatiques de la commune ont été estimés pour le milieu du siècle (2041-2070) selon différents scénarios d'émission de gaz à effet de serre à partir des nouvelles projections climatiques de référence DRIAS-2020. Ils sont consultables sur un site dédié publié par Météo-France en novembre 2022.

## Urbanisme

### Typologie
Au 1er janvier 2024, Marfaux est catégorisée commune rurale à habitat dispersé, selon la nouvelle grille communale de densité à sept niveaux définie par l'Insee en 2022.
Elle est située hors unité urbaine. Par ailleurs la commune fait partie de l'aire d'attraction de Reims, dont elle est une commune de la couronne,. Cette aire, qui regroupe 294 communes, est catégorisée dans les aires de 200 000 à moins de 700 000 habitants,.

### Occupation des sols
L'occupation des sols de la commune, telle qu'elle ressort de la base de données européenne d’occupation biophysique des sols Corine Land Cover (CLC), est marquée par l'importance des territoires agricoles (69,8 % en 2018), une proportion identique à celle de 1990 (69,8 %). La répartition détaillée en 2018 est la suivante : 
terres arables (50,7 %), forêts (30,2 %), zones agricoles hétérogènes (12,6 %), cultures permanentes (6,5 %). L'évolution de l’occupation des sols de la commune et de ses infrastructures peut être observée sur les différentes représentations cartographiques du territoire : la carte de Cassini (XVIIIe siècle), la carte d'état-major (1820-1866) et les cartes ou photos aériennes de l'IGN pour la période actuelle (1950 à aujourd'hui).

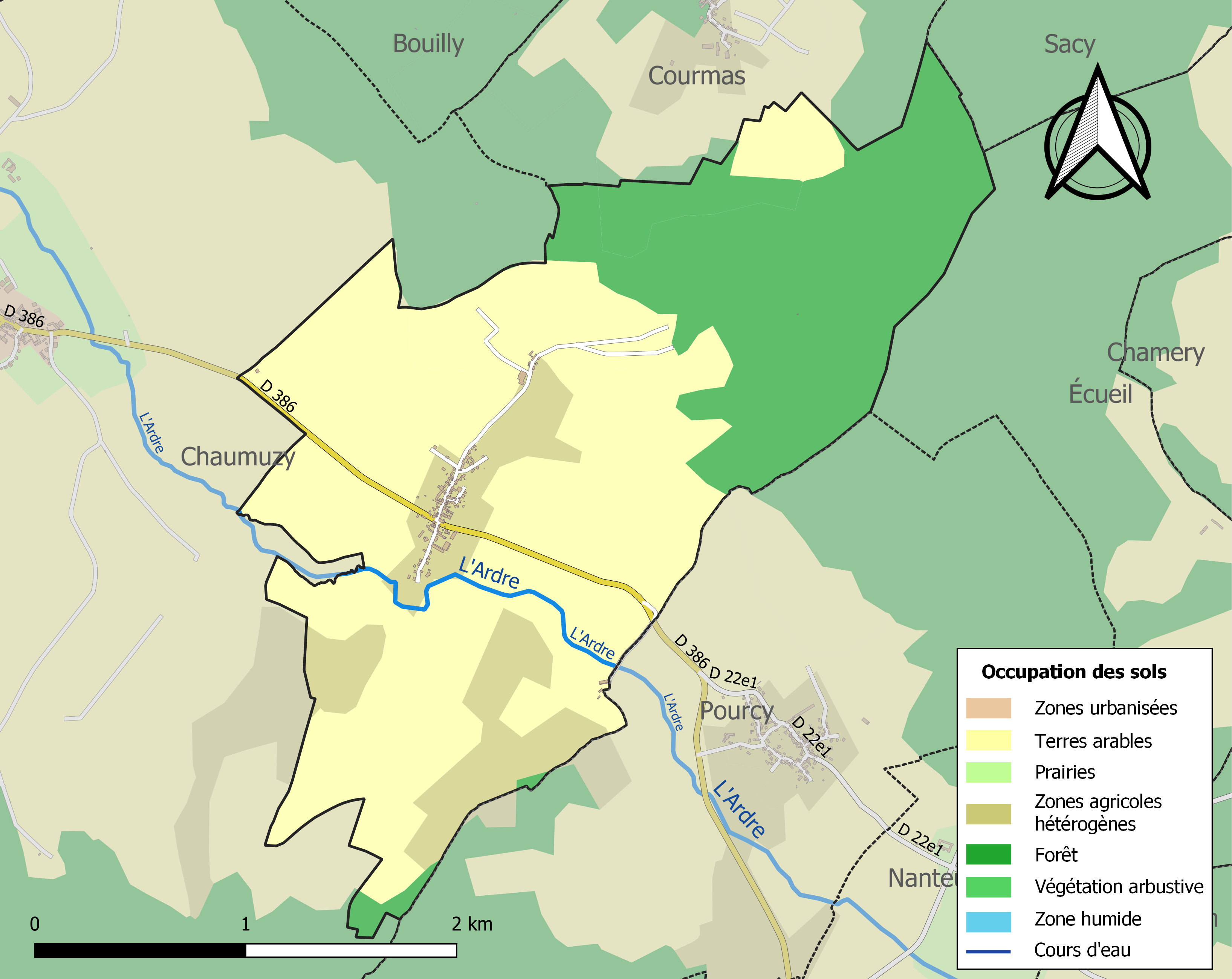
Carte des infrastructures et de l'occupation des sols de la commune en 2018 (CLC).

## Toponymie
Le nom de la localité est attesté sous les formes Merfaus (1209) ; Millefagi (1217) ; Marfaus (1251) ; Marfaulx (1265) ; Merfaut (1270) ; Merfaux (1274) ; Marfaut (1287) ; Merfaudium (1304) ; Marfau (1317) ; Merfaudum (1319) ; Marfaudium (1321) ; Marffaut (1333) ; Merfau (1337) ; Merfaud (1384) ; Merfault (1433) ; Marfault en la montaigne de Reims (1482).

Marfaux est un ancien nom du saule marsault ou « saule des chèvres ». L'espèce a été historiquement largement utilisée comme fourrage pour les chèvres.
En patois, il faut prononcer « La Marfeye ».

## Histoire
La commune est décorée de la Croix de guerre 1914-1918 le 30 mai 1921.
Marfaux a été le théâtre de furieux combats les 18 et 19 juillet 1918, durant la seconde bataille de la Marne. Le 38ème régiment d'infanterie en attaquant le village y a subi des pertes importantes.

## Politique et administration

### Intercommunalité
La commune, antérieurement membre de la communauté de communes Ardre et Tardenois, est membre, depuis le 1er janvier 2014, de la communauté de communes Ardre et Châtillonnais.
En effet, conformément au schéma départemental de coopération intercommunale de la Marne du 15 décembre 2011, cette communauté de communes Ardre et Châtillonnais est issue de la fusion, au 1er janvier 2014, de la communauté de communes du Châtillonnais et de la communauté de communes Ardre et Tardenois,.

### Liste des maires
| Période                                  | Période                      | Identité            | Étiquette | Qualité                                                                     |
| ---------------------------------------- | ---------------------------- | ------------------- | --------- | --------------------------------------------------------------------------- |
| 1876                                     |                              | Bouriquart          |           |                                                                             |
| Les données manquantes sont à compléter. |                              |                     |           |                                                                             |
| milieu XIXe siècle                       |                              | Beffroy de la Grève |           |                                                                             |
| 1931                                     | 1963                         | Maurice Mimin       | SFIO      | Viticulteur, conseiller général du canton de Ville-en-Tardenois (1945-1963) |
| Les données manquantes sont à compléter. |                              |                     |           |                                                                             |
| 1995                                     | En cours (au 4 juillet 2014) | Frédéric Dechamps   |           | Réélu pour le mandat 2014-2020,                                             |

## Démographie
L'évolution du nombre d'habitants est connue à travers les recensements de la population effectués dans la commune depuis 1793. Pour les communes de moins de 10 000 habitants, une enquête de recensement portant sur toute la population est réalisée tous les cinq ans, les populations de référence des années intermédiaires étant quant à elles estimées par interpolation ou extrapolation. Pour la commune, le premier recensement exhaustif entrant dans le cadre du nouveau dispositif a été réalisé en 2008.

En 2022, la commune comptait 111 habitants, en évolution de −15,27 % par rapport à 2016 (Marne : −1,19 %, France hors Mayotte : +2,11 %).
| 1793 | 1800 | 1806 | 1821 | 1831 | 1836 | 1841 | 1846 | 1851 |
| ---- | ---- | ---- | ---- | ---- | ---- | ---- | ---- | ---- |
| 260  | 244  | 227  | 203  | 250  | 243  | 263  | 234  | 238  |

| 1856 | 1861 | 1866 | 1872 | 1876 | 1881 | 1886 | 1891 | 1896 |
| ---- | ---- | ---- | ---- | ---- | ---- | ---- | ---- | ---- |
| 252  | 221  | 215  | 201  | 178  | 180  | 203  | 204  | 183  |

| 1901 | 1906 | 1911 | 1921 | 1926 | 1931 | 1936 | 1946 | 1954 |
| ---- | ---- | ---- | ---- | ---- | ---- | ---- | ---- | ---- |
| 173  | 188  | 166  | 154  | 143  | 133  | 126  | 116  | 102  |

| 1962 | 1968 | 1975 | 1982 | 1990 | 1999 | 2006 | 2008 | 2013 |
| ---- | ---- | ---- | ---- | ---- | ---- | ---- | ---- | ---- |
| 100  | 111  | 118  | 114  | 134  | 148  | 153  | 154  | 145  |

| 2018 | 2022 | - | - | - | - | - | - | - |
| ---- | ---- | - | - | - | - | - | - | - |
| 115  | 111  | - | - | - | - | - | - | - |

## Économie
Marfaux possède un vignoble de 40 hectares en appellation Champagne.

## Lieux et monuments

### Église Saint-André
L'église Saint-André est de style roman. Elle date du XIIe siècle et est classée monument historique le 5 juin 1923.
De nombreuses statues de l'église sont également classées au titre des objets monuments historiques en 1913 et 1966 : une statue en pierre d'un apôtre du XVe siècle ; des statues en bois du XVIe siècle dont une Vierge à l'enfant, une sainte tenant un livre, une statue de saint Jean et une de saint Christophe ; une autre sculpture en bois de saint-Eloi du XVIIe siècle ; une statue d'un moine ainsi qu'un groupe sculpté en pierre du XVIe siècle représentant sainte Anne trinitaire.
Des statues en pierre de saint Jean-Baptiste et saint Sébastien, remontant aux XVe et XVIe siècles, ont été déclassées en 1959, du fait de leur mauvais état,. De même qu'une statue en bois de saint Nicolas, datant du XVIIe siècle et dont il manque la tête et les bras. Deux autres sculptures en bois, remontant à la fin du XVe siècle et dont les extrémités ont été endommagées, ont été déclassée à la même occasion : une Vierge de douleur et un saint Jean-l'évangéliste.
On trouve également dans l'église deux tableaux sur toile classés monuments historiques en 1975. Il s'agit d'une copie ancienne de la Femme adultère de Lorenzo Lotto de la fin du XVIe siècle et d'une peinture représentant Esther devant Assuerus, datant du XVIIe siècle.

### Cimetières militaires
La commune accueille un cimetière militaire britannique et un cimetière militaire allemand de la Première Guerre mondiale.

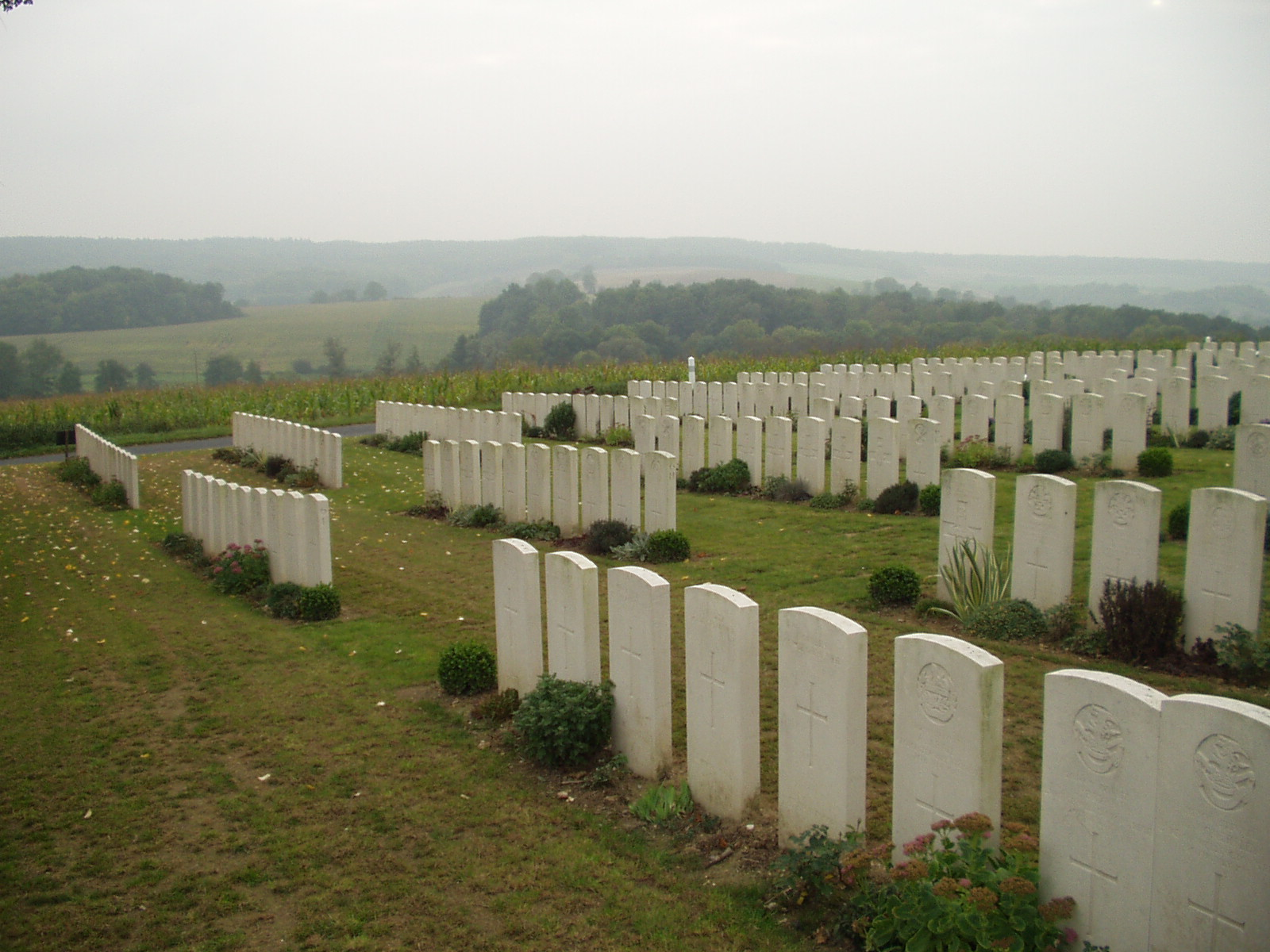
Le cimetière militaire britannique.
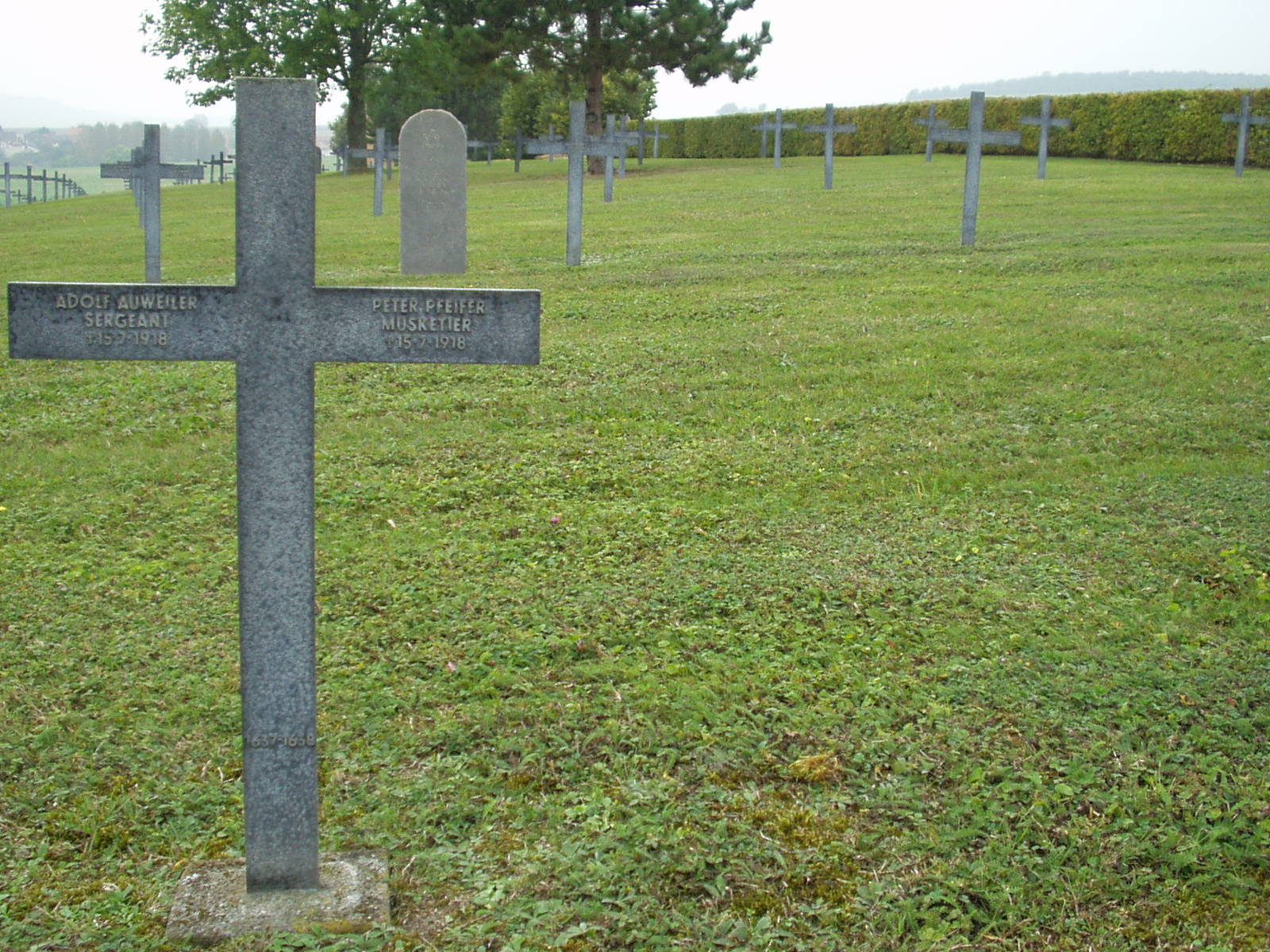
Le cimetière militaire allemand.
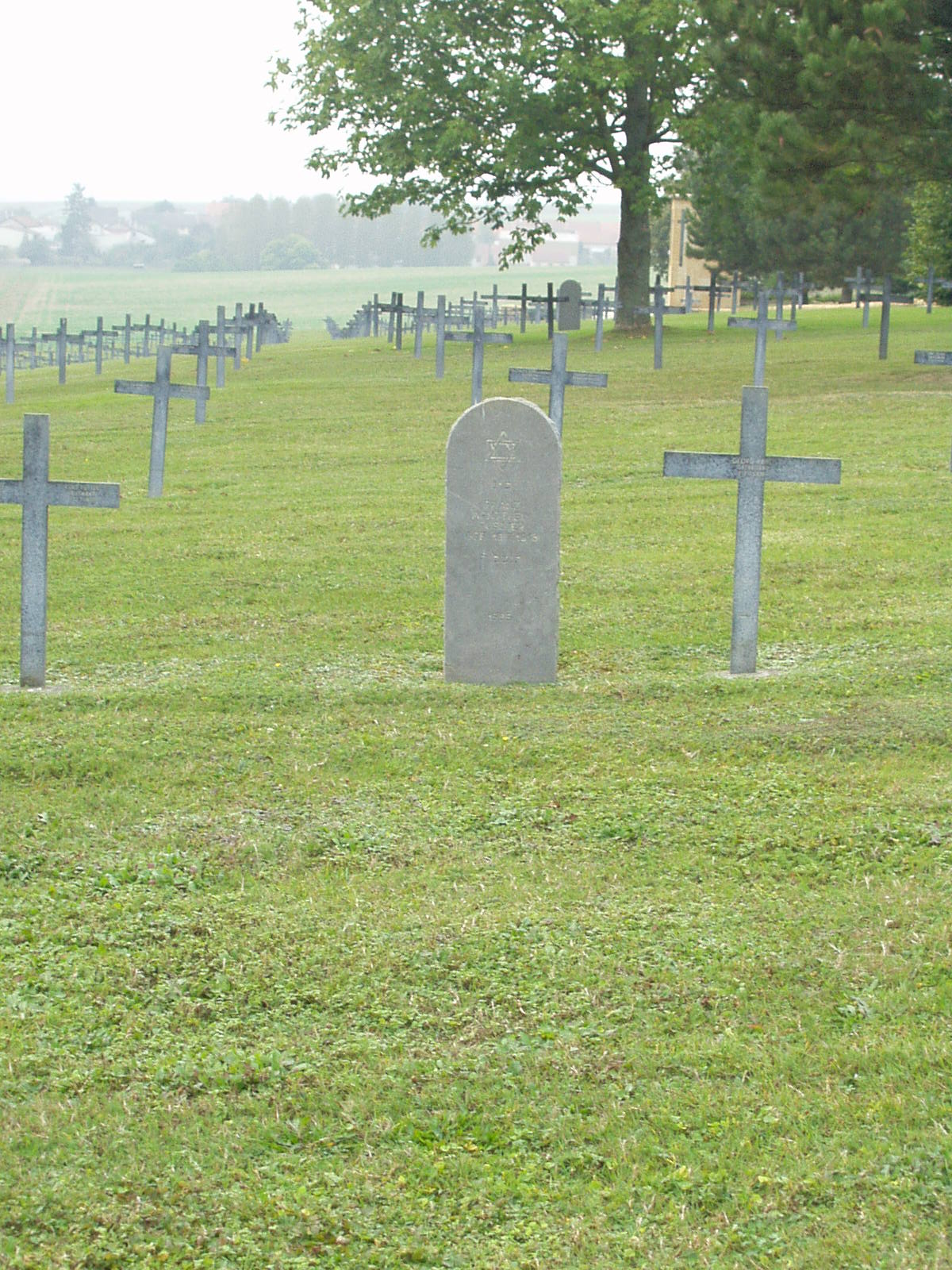
Le cimetière militaire allemand.

## Personnalités liées à la commune
- Adrien Philippe (Chirurgien), chirurgien en chef à l’Hôtel-Dieu de Reims,